# Rui Dias
Rui Miguel das Neves Dias (ur. 23 grudnia 1974 w Sá da Bandeira, Angola) – portugalski trener piłkarski.
Karierę szkoleniową rozpoczął w 2002 roku w trzecioligowym klubie Amora FC, gdzie spędził trzy kolejne sezony. Od 2005 do 2007 był opiekunem piłkarzy CD Olivais Moscavide, z którymi w rozgrywkach 2005–2006 wywalczył awans do drugiej ligi.
Latem 2007 roku został szkoleniowcem grającego w bułgarskiej ekstraklasie Wichrenu Sandanski.